# Kloster Miroir
Das Kloster Miroir (Miratorium, Le Miroir) ist eine ehemalige Zisterzienserabtei in der Gemeinde Le Miroir im Département Saône-et-Loire, Region Bourgogne-Franche-Comté, in Frankreich, rund 14 km südöstlich von Louhans und 23 km südwestlich von Lons-le-Saunier.

## Geschichte
Das Kloster wurde 1131 von Humbert de Coligny gestiftet und von Zisterziensern aus dem Kloster Cîteaux besetzt. Die Gründung führte zu einem Konflikt mit dem Cluniazenserpriorat Gigny und der Abtei Miroir über den Zehnt für das von Le Miroir erworbene Land in der Grangie Gizia. Der Konflikt wurde von Petrus Venerabilis und Bernhard von Clairvaux bis vor den Heiligen Stuhl getragen und nach Bernhards Tod zugunsten von Gigny entschieden. Daneben besaß das Kloster die Grangie le Bouchat in Varennes-Saint-Sauveur rund 10 km im Südwesten. Im 16. Jahrhundert fiel das Kloster in Kommende. Im Jahr 1612 (oder 1619) wurde das Kloster mit der Mutterabtei Cîteaux vereinigt. Während der Französischen Revolution wurden die Klostergebäude bis auf die Kirche zerstört.

## Bauten und Anlage

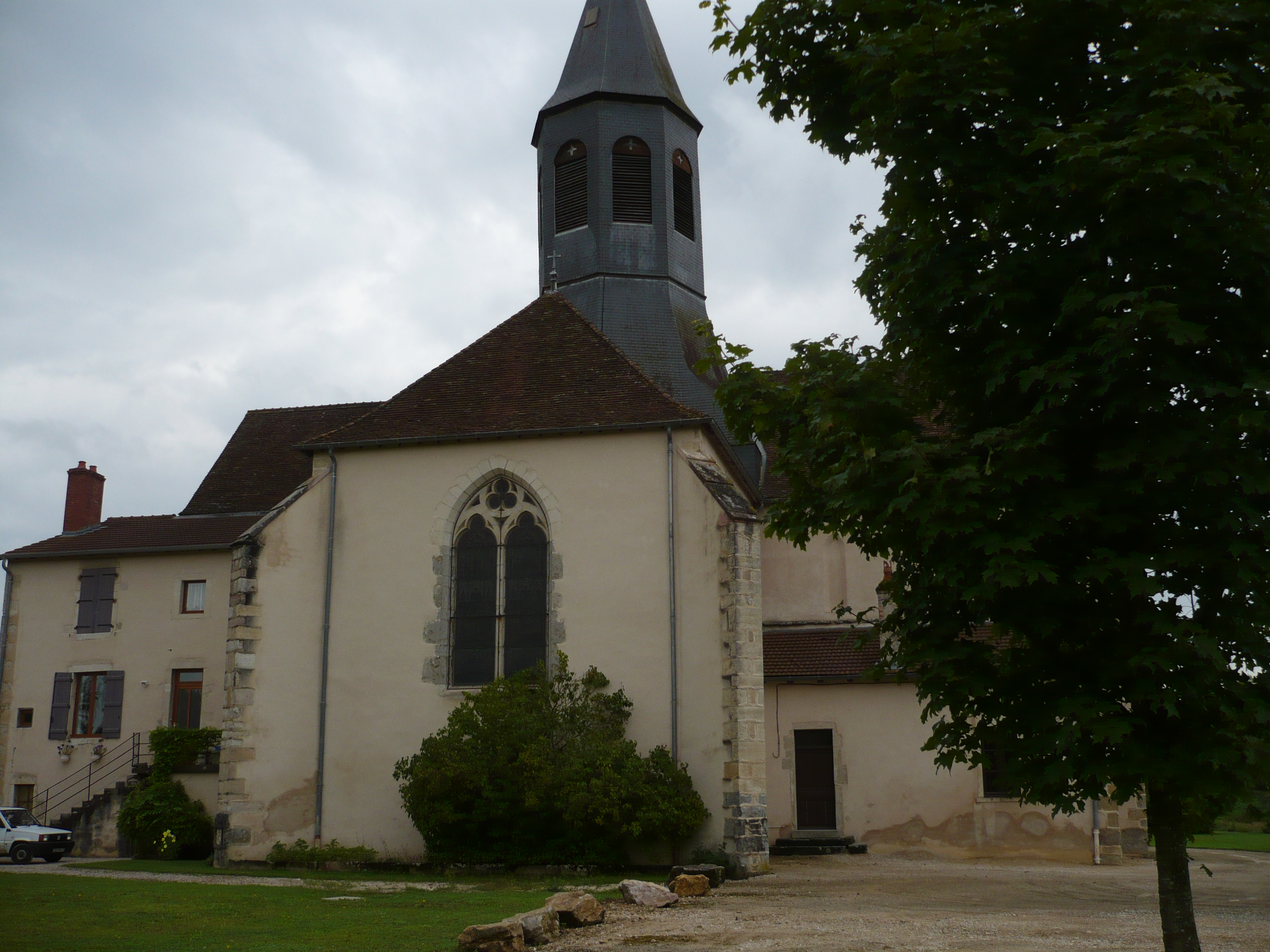
Die Klosterkirche von Osten

Erhalten ist die später auf ein Viertel ihrer ursprünglichen Größe verkürzte mittelalterliche Klosterkirche mit Querhaus, zwei rechteckigen Kapellen am nördlichen Querhausarm, einem rechteckig geschlossenen Hauptchor zwei Mittelschiffsjochen sowie einem Dachreiter über der Vierung als Pfarrkirche. Am südlichen Querhausarm ist ein kleines Nebengebäude angebaut.